# Eugen Blanck
Eugen Blanck (* 5. Juni 1901 in Köln; † 5. März 1980 ebenda) war ein deutscher Architekt und Stadtplaner.

## Leben
Blanck besuchte von 1919 bis 1922 in Köln die damalige Ingenieurschule und im Anschluss bis 1924 die dortige Kunstgewerbeschule. Schon in der Kölner Studienzeit gehörte er zu dem Umkreis der sogenannten „Progressiven“ und fühlte sich zeit seines Lebens der Avantgarde und den Gedanken des „Neuen Bauens“ verpflichtet. Die meisten seiner zum Teil bedeutenden Bauvorhaben entstanden als Gemeinschaftswerk mehrerer Architekten.

### 1924–1935: Neues Frankfurt und Selbstständigkeit in Köln

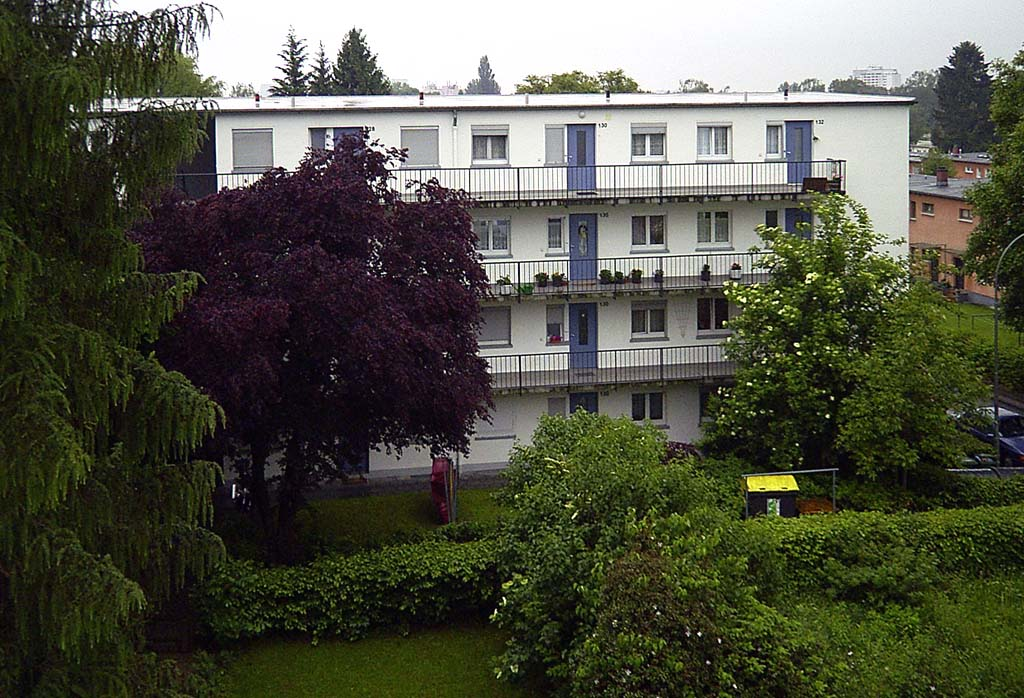
Eines der Laubenganghäuser in der Siedlung Westhausen

Pavillon im Huthpark

Nach der Ausbildung arbeitete er bis 1926 bei Martin Elsaesser und schloss sich dann im Jahr 1929 dem Planungsstab Ernst Mays im Frankfurter Hochbau- und Siedlungsamt an. Im Rahmen des Stadtplanungsprogramms „Neues Frankfurt“ steuerte er seine Entwürfe für Teile der Siedlung Westhausen – zusammen mit Ferdinand Kramer – und der Tellersiedlung bei und war am Bau des Städtischen Elektrizitätswerk in der Gutleutstraße und der Unterstandshalle im Huthpark beteiligt. Bei Ernst May traf er unter anderem erstmals auf Walter Kratz und Wolfgang Bangert. Im Hochbauamt war er von 1929 bis 1930 dann zuständig für Fachfragen des Wohnungs- und Siedlungsbaus. Im Jahr 1928 brachte er einen Entwurf im Rahmen des Wettbewerbs um die Erweiterung des Reichstagsgebäudes ein. Von 1931 bis 1935 arbeitete er als freischaffender Architekt in Köln.

### Zeit des Nationalsozialismus
Im Jahr 1935 ging er nach Berlin, wo er bis 1936 an der Deutschen Versuchsanstalt für Luftfahrt und von 1936 bis 1937 im Reichsluftfahrtministerium beschäftigt war. In ihrem Sanierungskonzept für die Kölner Altstadt prägten Wolfgang Bangert und Blanck 1934 den für den Städtebau des 20. Jahrhunderts als Leitbild geltenden Begriff der „Stadtlandschaft“. 1938 folgte er Reinhold Niemeyer und leitete an seiner Seite bis 1942 die Städtebauabteilung bei der Landesplanung Brandenburg-Berlin sowie überlappend von 1940 bis 1944 für die Planungskommission Prag und Umgebung. Noch vor Ende des Zweiten Weltkriegs war er in Albert Speers Wiederaufbaustab an den Vorplanungen zum Wiederaufbau der Stadt Essen beteiligt.

### Nachkriegsjahre in Köln und Frankfurt

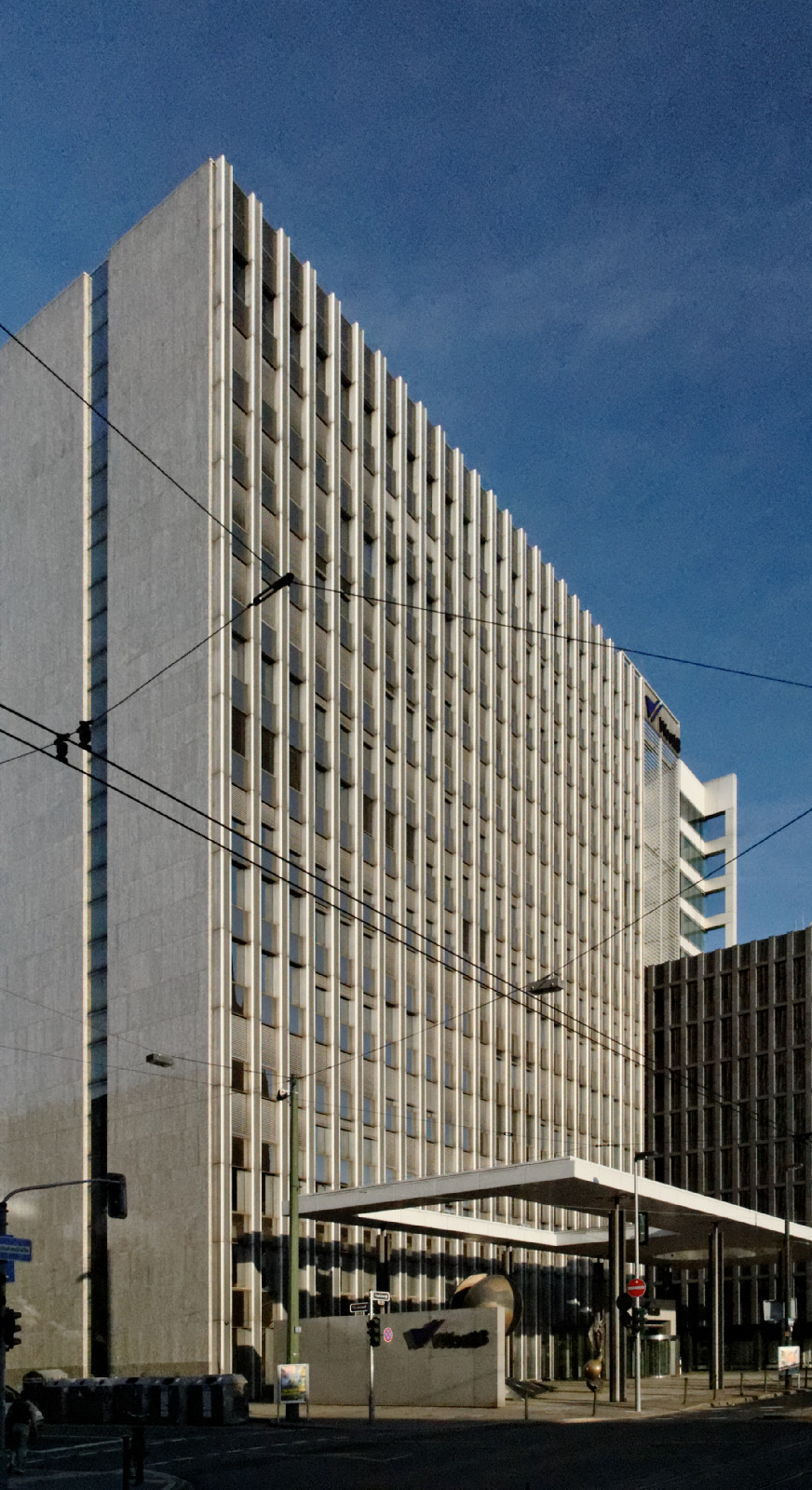
Versicherungsgebäude Friedrichstraße, Düsseldorf

Nach Kriegsende saß er für die SPD 1945/46 als Stadtverordneter im von der Militärregierung der britischen Besatzungszone eingesetzten Kommunalparlament, war Mitglied des Hauptausschusses sowie Vorsitzender der Wiederaufbaukommission, deren Leitung dann Rudolf Schwarz übernahm. Blanck verfasste zusammen mit Wolfgang Bangert im Juni 1946 eine Denkschrift zur Planung für den Wiederaufbau von Köln. Er war Mitglied zahlreicher Gremien, unter anderem im Büro zum Ausbau Bonns zur Bundeshauptstadt.
Im September 1946 kehrte er zurück an das Hochbauamt in Frankfurt, wo er bis 1948 Planungsdezernent der Behörde war. Von 1946 bis 1948 war er beteiligt am Wiederaufbau der im Krieg zerstörten Frankfurter Paulskirche. Im Januar 1947 gehörte er zu den 38 Unterzeichnern des Aufrufs des wiedergegründeten Deutschen Werkbundes. Im Oktober 1947 verfasste er einen Aufsatz mit Gedanken zum Wiederaufbau Frankfurts.

### Jahre der Selbstständigkeit

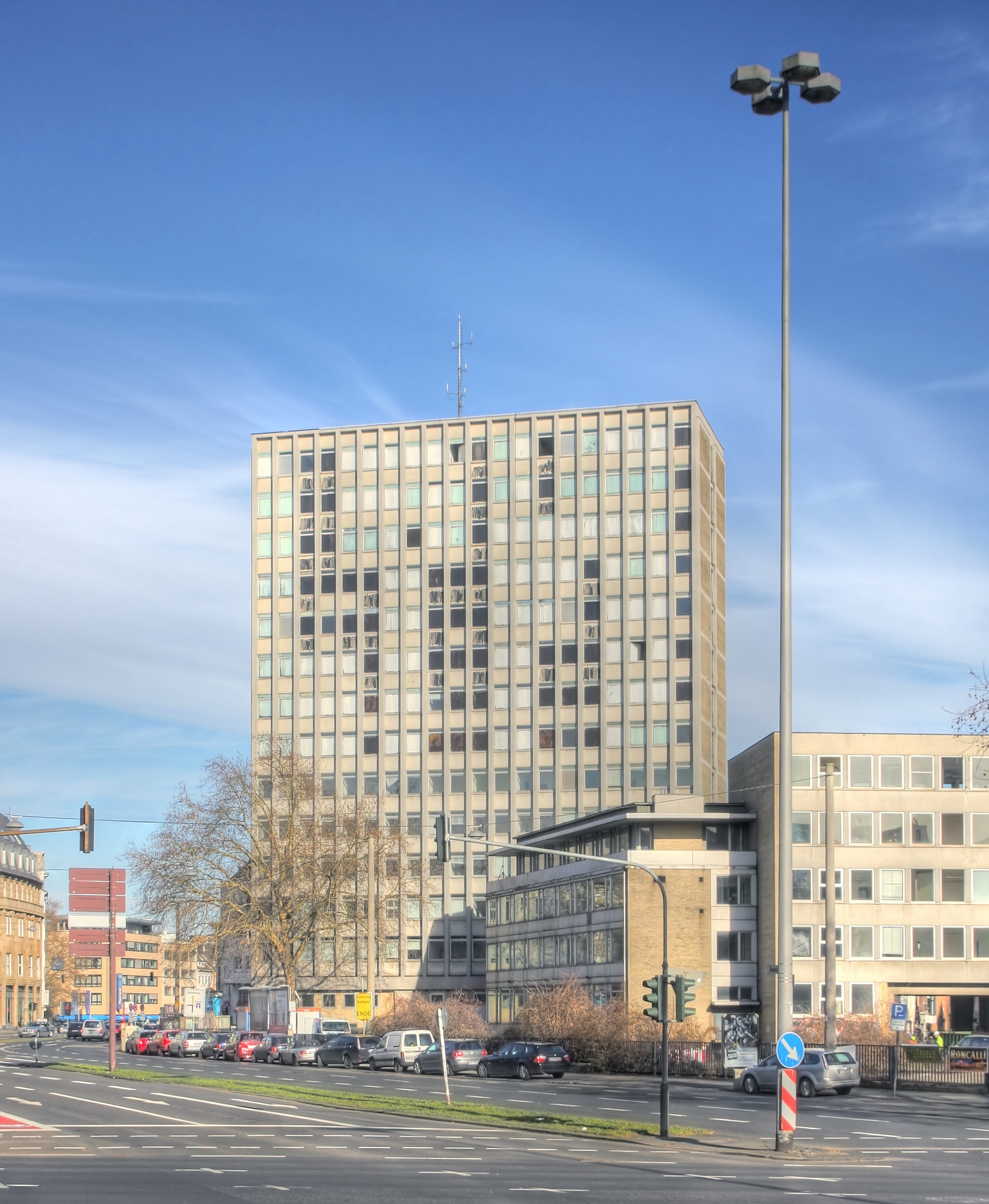
Polizeipräsidium Waidmarkt, Köln (2012 abgerissen)

Als selbständiger Architekt plante er im Anschluss an diese Tätigkeit vorwiegend Wohngebäude in verschiedenen Städten, insbesondere aber in der aufstrebenden neuen Bundeshauptstadt Bonn. Im Zuge der Hauptstadtplanungen holte er Kratz im Juni 1949 in sein Oberkasseler Büro. 1950 war er Gründungsmitglied des „Rings Kölner Architekten“, in dem sich 23 zeitgenössische Architekten der Stadt vereinigten. 1954 begann er mit der Planung des Polizeipräsidiums in Köln und schied aus dem gemeinsamen Büro aus.

## Bauwerke (Auswahl)
- 1929–1931: Laubenganghäuser, Heizwerk und Waschküche in der Siedlung Westhausen, Frankfurt (zusammen mit Ferdinand Kramer)[11][12]
- 1929–1930: Unterstandspavillon im Huthpark, Frankfurt (zusammen mit Herbert Boehm und Eugen Kaufmann)[13]
- 1947–1948: Wiederaufbau der Frankfurter Paulskirche (unter Rudolf Schwarz; zusammen mit Johannes Krahn und Gottlob Schaupp)[14][15]
- 1952–1953: Verwaltungsgebäude der Provinzial Feuer- u. Lebensversicherungsanstalten d. Rheinprovinz, Friedrichstraße, Düsseldorf[16] (mit Wilhelm Riphahn und Hans Schwippert)
- 1950: Wohnsiedlung, Bonn-Lengsdorf[17] (zusammen mit Kratz)
- 1950: Siedlung Gotenstraße, Bonn-Bad Godesberg[18] (zusammen mit Kratz)
- 1950: Siedlung Endenicher Straße, Bonn-Weststadt[19] (zusammen mit Kratz)
- 1951: Umbau Hotel Godesberger Hof, Bonn-Bad Godesberg[20] (zusammen mit Kratz)
- 1951: Wohnsiedlung Nähe Klufterhof, Bonn-Bad-Godesberg[21] (für die Arbeitsgemeinschaft Besatzungsbauten; zusammen mit Kratz)
- 1953–1960: Polizeipräsidium Waidmarkt, Köln[22]

## Preise und Ehrungen
- 1927: Modellentschädigung beim Wochenendhauswettbewerb des Berliner Messeamts
- 1946: 1. Preis beim Wettbewerb für den Wiederaufbau der Frankfurter Paulskirche (zusammen mit Johannes Krahn, Gottlob Schaupp und Rudolf Schwarz)[23][24]
- 1948: 3. Preis beim Wettbewerb für die Wohnsiedlung der W. Krefft AG, Gevelsberg[25]
- 1953: 1. Preis beim Wettbewerb für das Polizeipräsidium Waidmarkt, Köln

## Würdigungen
Die Eugen-Blanck-Straße in Frankfurt-Kalbach-Riedberg wurde im April 2013 nach ihm benannt.